# Dipteryx alata
Dipteryx alata är en ärtväxtart som beskrevs av Julius Rudolph Theodor Vogel. Dipteryx alata ingår i släktet Dipteryx och familjen ärtväxter. IUCN kategoriserar arten globalt som sårbar. Inga underarter finns listade i Catalogue of Life.

## Bildgalleri

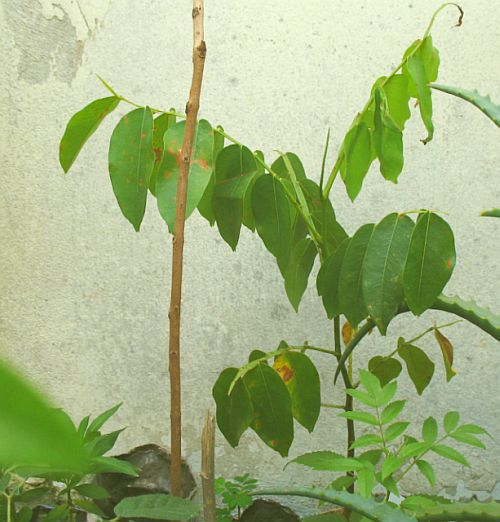
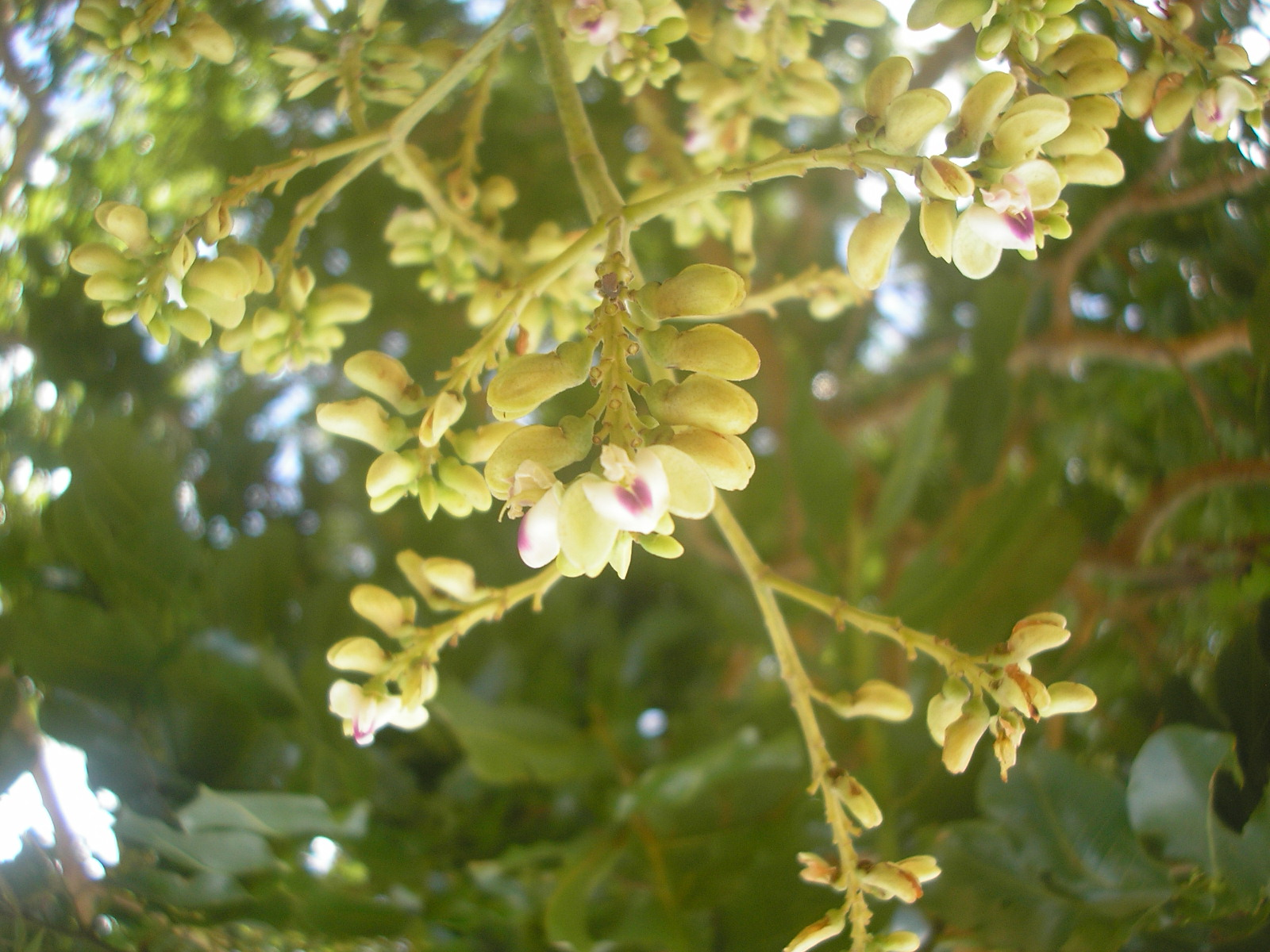
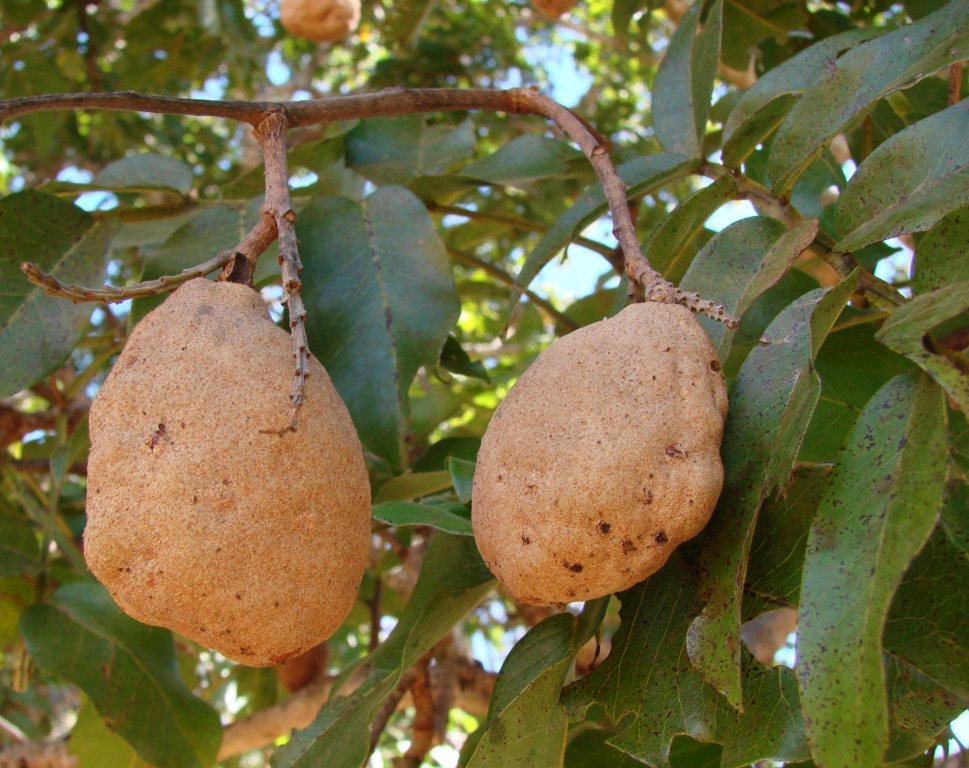
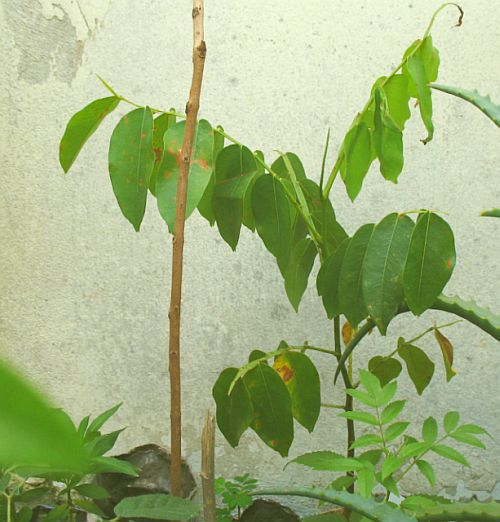
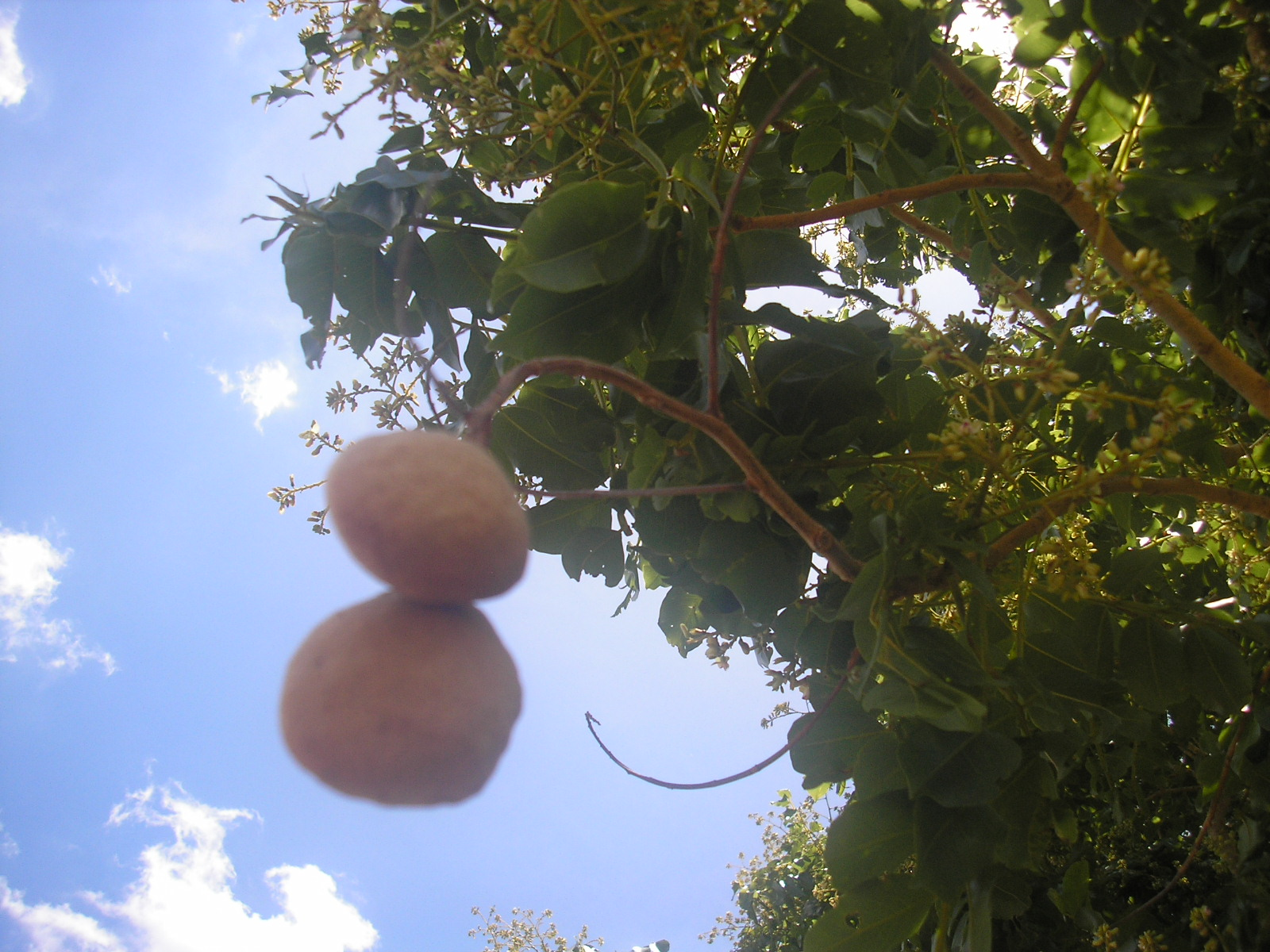